# Briñas
Briñas est une commune de la communauté autonome de La Rioja, en Espagne.

## Démographie
| 1900 | 1910 | 1920 | 1930 | 1940 | 1950 | 1960 | 1970 | 1981 |
| ---- | ---- | ---- | ---- | ---- | ---- | ---- | ---- | ---- |
| 456  | 341  | 299  | 347  | 394  | 339  | 279  | 231  | 225  |

| 1991 | 2001 | 2011 | - | - | - | - | - | - |
| ---- | ---- | ---- | - | - | - | - | - | - |
| 191  | 217  | 242  | - | - | - | - | - | - |

## Administration

### Conseil municipal
La ville de Briñas comptait 193 habitants aux élections municipales du 26 mai 2019. Son conseil municipal (en espagnol : Pleno del Ayuntamiento) se compose donc de 5 élus.
| Parti | Parti                                    | Voix | %       | Élus  |
| ----- | ---------------------------------------- | ---- | ------- | ----- |
|       | Parti socialiste ouvrier espagnol (PSOE) | 91   | 65,94 % | 4 / 5 |
|       | Parti populaire (PP)                     | 47   | 34,06 % | 1 / 5 |

### Liste des maires
| Mandat    | Maire | Maire                          | Parti       |
| --------- | ----- | ------------------------------ | ----------- |
| 1979-1983 |       | Isidro Bezares Ibarloza        | Indépendant |
| 1983-1987 |       | ?                              | PSOE        |
| 1987-1991 |       | Tomás Luis Ramón Ayala Salazar | AP          |
| 1991-1995 |       | Isidro Bezares Ibarloza        | PSOE        |
| 1995-1999 |       | Roberto Salinas Bezares        | PSOE        |
| 1999-2003 |       | Isidro Bezares Ibarloza        | PSOE        |
| 2003-2007 |       | Roberto Salinas Bezares        | PSOE        |
| 2007-2011 |       | Ángel Seisas Ruiz              | PP          |
| 2011-2015 |       | Ángel Seisas Ruiz              | PP          |
| 2015-2019 |       | Ángel Seisas Ruiz              | PP          |
| 2019-2023 |       | Silvia Bahillo Legarda         | PSOE        |